# A Fire Escape Finish
A Fire Escape Finish è un cortometraggio muto del 1917 diretto da Harry Edwards.

## Produzione
Il film fu prodotto dalla Nestor Film Company e dall'Universal Film Manufacturing Company.

## Distribuzione
Il copyright del film data al 12 aprile 1917. Distribuito dall'Universal Film Manufacturing Company, il cortometraggio uscì nelle sale cinematografiche USA il 22 ottobre 1917.